# Ceres (Écosse)
Ceres est un village situé dans le Fife, en Écosse. En 2020 la population de Ceres est estimée à 930 habitants.